# Наньянгский стиль

Работа «Singapore Waterfront» Джорджетты Чен, 1958 год

Наньянгский стиль — художественное движение живописи, зародившееся в 1950-х годах в Сингапуре. Представляет собой сочетания стилей и техник из китайских живописных традиций и Парижской школы. У истоков движения стояли китайские художники эмигранты, писавшие на своих картинах сингапурские сельские сюжеты.

## История
Первые попытки определить стиль Наньян были предприняты историками искусства Редзой Пиядаса и Т. К. Сабапати в 1979 году во время ретроспективного изучения работ художников Наньянгского направления. Все художники направления являлись либо преподавателями, либо студентами Наньянгской академии изящных искусств (НАФА) (Nanyang Academy of Fine Arts) и являлись выходцами из Китая. Работы художников выполнялись в экспериментальном сочетании стилей и техник китайских живописных традиций и Парижской школы. Художники также стремились представить культуру и образ жизни региона — слово «南洋» (наньян) в переводе с китайского языка означает «Южные моря» и относится ко всему региону Южно-Китайского моря. Сингапур и Малайзия, которые в то время называли Малайей, считались сердцем Наньянга.

## Термин Наньян
Термин Наньян «南洋» был первоначально придуман газетными критиками конца 1920-х — начала 1930-х годов для обозначения современных китайских художественных произведений, которые были написаны на основе местных сингапурских сюжетов. Постепенно этот термин был использован для обозначения идентичности наньян и их региональной культуры для китайцев-переселенцев всей Юго-Восточной Азии. Со временем дихотомия китайского национализма и регионализма в Юго-Восточной Азии возросла, сторонники идеалов Наньянга делали упор на то, что новая местность — это новый дом, а значит, есть необходимость создать новую идентичность на новых землях. Однако продвижение этих идеалов было резко приостановлено, когда началась Вторая мировая война и японцы оккупировали Сингапур в 1942—1945 годах.
После окончания войны регионализм Наньянга ещё более укрепился на фоне растущих антиколониальных настроений. Британцы готовили малайскую конфедерацию, но Сингапур остался в британской колонии, несмотря на то, что население было склонно к идее независимости. Ньянгская академия изящных искусств, находящаяся в Сингапуре, возобновила занятия после войны и начала черпать художественное вдохновение из своего окружения в Юго-Восточной Азии, а не из своей прежней прокитайской позиции. С середины 1940-х до начала 1950-х годов многие художники получали финансовую поддержку от таких организаций, как Британский совет.

## Художники
Среди художников которым приписывают формирование и становление стиля Наньян, который появился в конце 1940-х — 1950-х годов, можно выделить следующих: Лим Хак Тай (первый руководитель НАФА), Чон Су Пиенг, Чен Чонг Су, Чэнь Вэнь Си, Лю Кан и Джорджетт Чен. Четверо из них выделяются тем, что на их художественный рост оказала большое влияние поездка на остов Бали в 1952 году.
Четыре художника Чонг Су Пиенг, Чен Чонг Су, Чэнь Вэнь Си и Лю Кан были поражены экзотикой Бали, и, черпая вдохновение в ярких цветах, достопримечательностях и звуках острова, они пытались включить их в своё видение формирования стиля Наньян. Все четверо были выпускниками Шанхайской академии изящных искусств Синь-Хуа, все они преподавали в НАФА в какой-то момент, и все были знакомы с различными французскими художественными школами — будь то через самостоятельное исследование, во время проживания в европейских городах в течение определённого времени, или же через художественные журналы и общение с европейскими художниками из Юго-Восточной Азии. Каждый из них работал над формированием художественной точки зрения Юго-Восточной Азии через интеграцию китайских и западных элементов в своих работах, но, при этом, у каждого был свой индивидуальный стиль.
Все шесть ведущих наньянских художников были эмигрантами, они покинули Китай, раздираемый гражданской войной. Прибыв на остров в середине 1940-х годов (только Джорджетт Чен в 1954 году), все они получили преподавательские должности в НАФА, и продолжали заниматься искусством.
С точки зрения художественных средств стиль наньянг создавался либо китайской тушью, либо маслом на холсте.
Стиль Наньянга — это не столько создание новой техники, сколько смешение нескольких стилистических элементов, в результате чего получается разнообразный набор произведений, объединённых их фокусом на сюжеты из Юго-Восточной Азии. Например, в полотне «Мытьё у реки» Чен Чонга Су (1950 год) показаны первые шаги к интеграции реализма и местного сюжета с техникой и структурой китайской живописи. Обращение Лю Канга к аналогичной теме в полотне «Жизнь у реки» (1975 год) оформлено в стиле, более свободном от китайской пейзажной традиции, в то же время объединяя цветовые методы постимпрессионистской западной живописи.
Влияние стиля Наньян продолжает резонировать до настоящего времени как в дискуссиях об идентичности сингапурского искусства, так и в современных направлениях азиатской живописи. Этот художественный стиль отражает универсальную культуру мигрантов, которые адаптировались к новому месту жизни и приняли новый сгусток западных, китайских и местных верований и обычаев.